# Kasper Pedersen
Kasper Pedersen (Aabybro, 1993. január 13. –) dán labdarúgó, a norvég Stabæk hátvédje.

## Pályafutása
Pedersen a dániai Aabybro városában született. Az ifjúsági pályafutását az Aalborg akadémiájánál kezdte.
2013-ban mutatkozott be az Aalborg első osztályban szereplő felnőtt keretében. 2021-ben az Esbjerghez igazolt. 2021. augusztus 1-jén 2½ éves szerződést kötött a norvég első osztályban érdekelt Stabæk együttesével. Először a 2021. augusztus 8-ai, Sarpsborg 08 ellen 3–1-re megnyert mérkőzésen lépett pályára. Első gólját 2022. augusztus 7-én, a Brann ellen hazai pályán 2–1-es vereséggel zárult találkozón szerezte meg.

## Statisztikák
2023. április 26. szerint
| Klub     | Szezon   | Osztály             | Bajnokság | Bajnokság | Kupa  | Kupa | Nemzetközi | Nemzetközi | Összesen | Összesen |
| Klub     | Szezon   | Osztály             | Meccs     | Gól       | Meccs | Gól  | Meccs      | Gól        | Meccs    | Gól      |
| -------- | -------- | ------------------- | --------- | --------- | ----- | ---- | ---------- | ---------- | -------- | -------- |
| Aalborg  | 2012–13  | Danish Superliga    | 3         | 1         | 0     | 0    | —          | —          | 3        | 1        |
| Aalborg  | 2013–14  | Danish Superliga    | 3         | 1         | 3     | 0    | 1          | 0          | 7        | 1        |
| Aalborg  | 2014–15  | Danish Superliga    | 18        | 1         | 1     | 0    | ―          | ―          | 19       | 1        |
| Aalborg  | 2015–16  | Danish Superliga    | 27        | 1         | 4     | 1    | —          | —          | 32       | 2        |
| Aalborg  | 2016–17  | Danish Superliga    | 25        | 2         | 0     | 0    | —          | —          | 25       | 2        |
| Aalborg  | 2017–18  | Danish Superliga    | 27        | 3         | 2     | 0    | —          | —          | 29       | 3        |
| Aalborg  | 2018–19  | Danish Superliga    | 22        | 4         | 4     | 0    | —          | —          | 26       | 4        |
| Aalborg  | 2019–20  | Danish Superliga    | 18        | 0         | 1     | 0    | —          | —          | 19       | 0        |
| Aalborg  | 2020–21  | Danish Superliga    | 1         | 0         | 0     | 0    | —          | —          | 1        | 0        |
| Aalborg  | Összesen | Összesen            | 144       | 13        | 15    | 1    | 1          | 0          | 160      | 14       |
| Esbjerg  | 2020–21  | Danish 1st Division | 12        | 1         | 0     | 0    | —          | —          | 12       | 1        |
| Stabæk   | 2021     | Eliteserien         | 12        | 0         | 1     | 0    | —          | —          | 13       | 0        |
| Stabæk   | 2022     | OBOS-ligaen         | 21        | 2         | 1     | 2    | —          | —          | 22       | 4        |
| Stabæk   | 2023     | Eliteserien         | 3         | 1         | 3     | 0    | —          | —          | 6        | 1        |
| Stabæk   | Összesen | Összesen            | 36        | 3         | 5     | 2    | 0          | 0          | 41       | 5        |
| Összesen | Összesen | Összesen            | 192       | 17        | 20    | 3    | 1          | 0          | 213      | 20       |

## Sikerei, díjai
Aalborg
- Danish Superliga
  - Bajnok (1): 2013–14

- Dán Kupa
  - Győztes (1): 2013–14
  - Döntős (1): 2019–20

Stabæk
- OBOS-ligaen
  - Feljutó (1): 2022